# Fun'ya no Asayasu

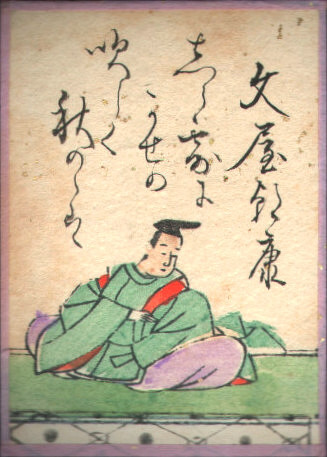
Fun'ya no Asayasu, trong Ogura Hyakunin Isshu

Fun'ya no Asayasu (Nhật: 文屋朝康 (Văn Ốc, Triêu Khang) Hepburn: hay có tên khác là Bunya no Asayasu) sinh sống giữa hậu bán thế kỷ thứ 9 sang đầu thế kỷ thứ 10 — là nhà thơ Nhật Bản sống vào thời kỳ Heian.

## Tiểu sử
Ông là con trai của Fun'ya no Yasuhide, tác giả bài số 22 trong tập Ogura Hyakunin Isshu.

## Sáng tác
Một trong những sáng tác của ông được đưa vào tập thơ nổi tiếng Ogura Hyakunin Isshu do Fujiwara no Teika biên tập, đánh số 37.
| Nguyên văn:                                              | Phiên âm:                                                                        | Dịch thơ: | Diễn ý: |
| -------------------------------------------------------- | -------------------------------------------------------------------------------- | --- | --- |
| 白露に 風の吹きしく 秋の野は つらぬきとめぬ 玉ぞ散りける | Shiratsuyu ni Kaze no fukishiku Aki no no wa Tsuranukitome nu Tama zo chiri keri | Trên cánh đồng mùa thu, Móc trắng bị bão quét. Tán loạn trong không gian, Chuỗi ngọc làm sao kết? (ngũ ngôn) Bão thu thổi qua cánh đồng, Móc bay tán loạn, khó lòng đem xâu. (lục bát) | Trên cánh đồng mùa thu, Những hạt móc trắng, bị cơn bão thổi Bay tán loạn như những hạt ngọc, Không thể nào đem kết thành xâu chuỗi được nữa. |

### Xuất xứ
Gosen Wakashū ( Hậu Tuyển Tập), Thơ Thu quyển Trung, bài 308.

### Hoàn cảnh sáng tác
Bài thơ ra đời ở một hội bình thơ trong cung hoàng hậu theo yêu cầu của Hoàng đế Daigo vào khoảng năm Kanpyō (889-898).

### Đề tài
Vẻ đẹp của những hạt móc trắng bị gió thổi bay tán loạn trên cánh đồng mùa thu.
Việc so sánh những hạt móc trắng (bạch lộ) như những hạt ngọc có thể dùng dây xâu lại là một sáo ngữ thường dùng thời kỳ Heian. Ở đây tác giả vẽ nên hình ảnh những hạt móc đó bị những cơn bão mùa thu ngoài đồng (nowaki) thổi bay tan tác, không thể lấy dây nào mà xỏ qua cho được nữa. Thông thường, những hạt móc đọng trên những cành cây susuki hay hagi là những loại thảo mộc quen thuộc trên cánh đồng. Khi trận bão lớn thổi qua, nó sẽ bay óng ánh, tán loạn trong không gian.
So sánh hạt móc trắng lấp lánh như ngọc trang sức là sử dụng thủ pháp mitate. Trợ động từ keri như "kìa xem" nhấn mạnh sự ngạc nhiên của tác giả khi nhìn thấy quang cảnh lần đầu tiên.

## Đường dẫn ngoài
- McMillan, Peter. Năm 2010 (Bản in đầu, Năm 2008). Một Trăm Nhà Thơ, Mỗi Vị Một Thơ. New York: Nhà xuất bản Đại Học Columbia. (tiếng Anh)
- Suzuki Hideo, Yamaguchi Shin'ichi, Yoda Yasushi. Năm 2009 (Bản in đầu, Năm 1997). Genshoku: Ogura Hyakunin Isshu. Tokyo: Bun'eidō. (tiếng Nhật)
- Một trăm bài thơ Nhật Bản cổ (Hyakunin-isshu), biên dịch bởi William N. Porter, 1909, tại trang sacred-texts.com (tiếng Anh)
- Ogura Hyakunin Isshu, biên dịch bởi chimviet.free.fr Lưu trữ ngày 22 tháng 12 năm 2016 tại Wayback Machine